# Nagy Péter (püspök)
Nagy Péter (Kolozsvár, 1819. április 22. – Kolozsvár, 1884. szeptember 16.) református lelkész, az Erdélyi református egyházkerület püspöke 1866-tól haláláig.

## Élete
Nagy Péter polgár és Kecskeméti Klára fia. Tanulmányait szülővárosában végezte és ugyanott 1839. december 27-én megválasztották segédlelkésznek, 1841 júniusában pedig rendes lelkész lett. A filozófiai és teológiai tudományokból a kolozsvári, nagyenyedi és marosvásárhelyi főiskolákban nyilvános szigorlatoknak vetvén alá magát, az 1842. évi marosvásárhelyi zsinaton pappá szenteltetett. Egy évi szabadsággal és egyházától segélyezve, a göttingeni egyetemre ment, ahol teológiai tanulmányai mellett természettani és természetrajzi előadásokat is hallgatott. Hazatérve súlyos betegségbe esett és csak 1844 tavaszán foglalhatta el állomását. 1846-ban az egyházi főtanács, papi teendői mellett, segédtanárrá nevezte ki a természettani tanszékre a kolozsvári főiskolához.
1848-ban vállalkozó segédekkel gyutacsgyárt rögtönzött és ennek vezetője lett. Urbán azonban elfogatta és Nagyszebenbe vitette fogságba, ahonnét csak akkor szabadult ki, mikor Bem József Szebent bevette. A szabadságharc gyászos vége után visszatért békés foglalkozásai mellé és 1850-ben papságának megtartása mellett ismét megválasztatott a kolozsvári főiskolába a természettan rendes tanárává és ezen minőségben működött 9 évig. 1855-től 1862-ig az ideiglenesen Kolozsvárt elhelyezett nagyenyedi teológiai akadémia tanára volt. 1864-ben generalis notáriussá választatott. Bodola Sámuel püspöknek 1866. április 22-én történt halála után, mint főjegyző, az erdélyi másfél százados gyakorlat szerint, minden választás nélkül következve püspökké lett az erdélyi egyházkerületben, csakhamar megnyervén a királyi megerősítést és a királyi tanácsosi címet is. Kolozsvári papi hivataláról ekkor lemondva, kevés idei országgyűlési képviselőségén kívül egészen püspöki hivatalának szentelte erejét.
Püspökségének legemlékezetesebb mozzanata kifelé az erdélyi református egyháznak a magyarországi kerületekkel való uniója, befelé pedig az egyházkerület kormányzó testületeinek az ún. képviseleti rendszer alapján való újjászervezése volt. Az ő idejében alakult az egyházkerületi lelkészi özvegy-árva-gyámintézet. Elnöke volt a debreceni zsinatnak (1882. október 31.– november 24.) és Török Pál halála után 1883-ban szintén elnöke az egyetemes konventnek, mely az egyetemes énekügyi bizottság elnökévé is megválasztotta. Azonban mint prédikátor szerezte legnagyobb hírnevét. Bámulatos szónoki művészete még azokat is elragadta, akik ellenfelei voltak. Az erdélyi múzeum-egyletnek is elnöke volt.
Rendes dolgozótársa volt a Mátray Gábor által kiadott Regélőnek (1837), Brassai Vasárnapi Ujságának, a Méhes Sámuel által szerkesztett Erdélyi Társalkodónak és az Arany Koszorújának; írt még a Hunfalvy Család-Könyvébe, a Prot. Egyh. és Isk. Lapba s néha az erdélyi politikai lapokba eredeti s angolból fordított beszélyeket és ismeretterjesztő czikkeket. Elnöki megnyitó beszédei az erdélyi múzeumegylet közgyűlésén (1876., 1881.); a Vasárnapi Ujságban (1878., 1881-82.); a Budapesti Szemlében (1881., 1883-84. angolból és franciából fordított cikkek és beszélyek Prosper Merimée, Ouida és Ben James Henry után). Egyházi beszédei a Herepei G. és Vadas J. tiszttársaival együtt kiadott Isten Igéjében és az Erdélyi Prédikátori Tárban jelentek meg.

## Munkái

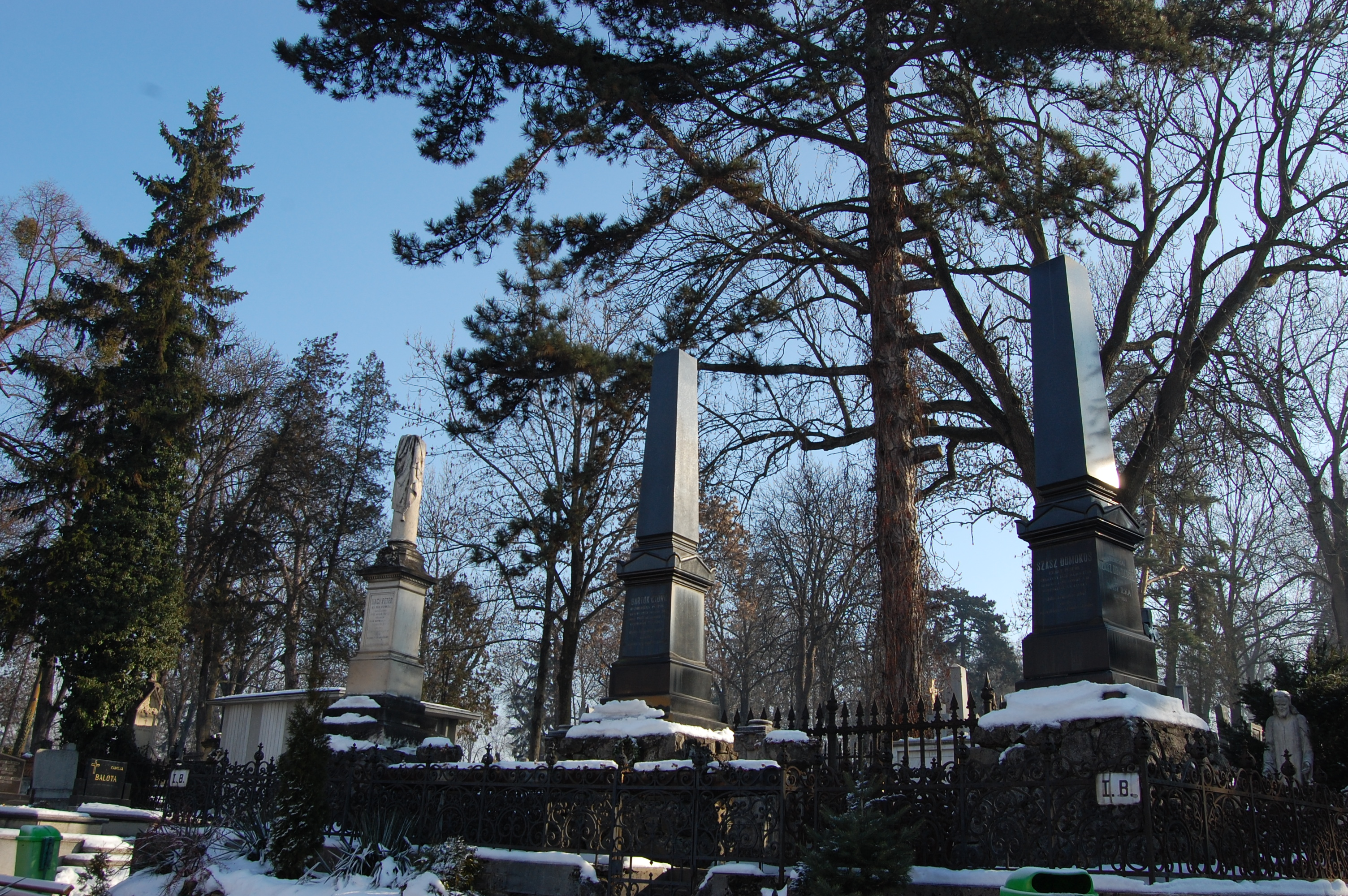
Nagy Péter, Bartók György és Szász Domokos református püspökök síremléke a Házsongárdi temető bejáratánál

- Mythologia növendék ifjaknak. Lamé Fleury után. Kolozsvár, 1844. 15 kőmetszettel (Kék Könyvtár IV. Ism. Regélő Pesti Divatlap 48. sz.)
- Állattan. Tanodai kézikönyvül, írta Milne-Edwards… ford… 450 ábrával. Kolozsvár, 1846-47. Két kötet
- Karácson-éj. Kisérteties beszély Boz (Dickens) Károly után angolból ford., két kőmetszettel. Kolozsvár, 1846
- Szent történetek növendék ifjaknak. Lamé Fleury után fordítás. Kolozsvár, 1848 (5. k. 1901)
- A nagy hazafi. Emlékbeszéd, melyet néhai nagym. széki gróf Teleki József cs. kir. kamarás, val. belső titkos tanácsos… Erdély volt főkormányzója, az erdélyi ev. ref. anyaszentegyház egyik főgondnoka emlékezetére… tartott gyászünnepély alkalmával Kolozsvárott az ev. ref. belvárosi templomban elmondott… ápr. 29. 1855. Kolozsvár
- «Lázár jőjj ki». Egyházi beszéd. Kolozsvár, 1856
- Isten igéje a szószékről hirdetve a népnek. Kolozsvár, 1856 (Herepei Gergely és Vadas József beszédeivel együtt)
- Korunkban hazánknak legnagyobb fia. Emlékbeszéd, melyet gróf Széchenyi István végtisztességére a kolozsvári ev. ref. egyház által rendezett gyászünnepélyen tartott Kolozsvárt máj. 6. 1860. Kolozsvár, 1860
- Konfirmácziói kisebb káté. Az Erdélyi evangelikailag reform. anyaszentegyház számára. Az 1857-ben V. Szentiványon tartott köz. szent zsinat által az egész anyaszentegyház számára bévett koszoruzott pályamű. Kolozsvár, 1860 (két kiadás, 6. kiad. 1880, 10. kiad. 1895, 11. kiad. 1899. Kolozsvár)
- Konfirmácziói nagyobb káté. Kolozsvár, 1860 (3. kiadás 1882., 6. kiadás. Kolozsvár, 1900)
- Könyörgés és elmélkedés Méhes Sámuel áldott emlékezetére. Kolozsvár, év nélk. (Ferencz Józseffel együtt)
- A hazának buzgó szerelme megemészte engemet! Egyházi emlék gr. Teleki László tiszteletére 1861. jún. 2. a kolozsvári ref. egyház gyászünnepén. Kolozsvár, 1861
- Agenda. Kolozsvár, 1866 (Vadas Józseffel együtt)
- Fiam, add nekem a te szívedet! Egyházi beszéd, Antos Klára és Bogdanovics Hedvig konfirmácziója alkalmával tartotta Kolozsvárott ápr. 11. 1867. Kolozsvár
- A keresztyén hölgy, halotti beszéd, néhai kis-rhédei gr. Rhédei Klára özvegy b. Radák Istvánné koporsója felett a halottas háznál mondotta. Kolozsvár, 1868
- Főpásztori levele a bukuresti evangel. reform. anyaszentegyház tagjaihoz 1869. jan. 25. Kolozsvár
- Emlékbeszéd hidvégi gr. Mikó Imre felett. A szepsi-szentgyörgyi ref. templomban nov. 26. 1876. Kolozsvár, 1877

Ezeken kívül még néhány egyházi beszéde jelent meg.
Levelei Arany Jánoshoz (Kolozsvár, 1862. november 22., 1863. október 25., 1864. március 2., június 23.) a Magyar Tudományos Akadémia levéltárában találhatók.